# مجوهفتران
مجوهفتران (به ترکی آذربایجانی: Mücühəftəran) یک منطقهٔ مسکونی در جمهوری آذربایجان است که در شهرستان اسماعیللی واقع شده‌است. مجوهفتران ۲۵۵ نفر جمعیت دارد.